# 키오스의 아리스톤
키오스의 아리스톤(고대 그리스어: Ἀρίστων ὁ Χῖος Ariston ho Chios; 기원전 300년? ~ 미상)은 고대 그리스의 철학자이다.
아리스톤은 제논의 동료였으나, 건강, 부 등과 같은 아디아포라(ἀδιάφορα)가 때에 따라 자연법칙에 기초한 선(善)에 합치할 수 있다는 주장을 비판하였다. 이는 덕과 사회적인 습관, 학문 사이의 연관성은 존재하지 않는다고 주장하던 키니코스 학파의 영향을 받은 것과 관련되며, 키니코스 학파와 마찬가지로 아리스톤은 금욕을 중시하였다. 이후 제논의 제자들에 의해 소외되었다.
아리스톤의 철학은 키니코스 학파의 형식과 스토아 학파의 형식 혼재되어 있다.

## 생애
기원전 300년경 키오스 섬에서 밀티아데스의 아들로 태어났다. 그는 아테네에 가서 키티온의 제논의 강의에 참석하였고, 아카데미아의 학두였던 폴레몬(Polemon)의 강의에도 참석하였다. 그는 제논의 학파에 가담했지만, 곧 제논의 가르침에서 벗어났다. 특히 제논의 공간성에 대한 논의와, 논리학에 반대하였다.
그는 뛰어난 웅변가로 알려져 있었다. 그는 당시 대머리였기 때문에 ‘팔란토스‘(Phalanthos)라고 불렸다. 키니코스 학파의 주요 활동지인 시노사르게스 연무장에 자신의 학당을 설립하고 많은 학생들을 모았다. 이때문에 그는 모든 이주자들에게 철학을 선동한다는 고발을 당하기도 하였다. 그의 추종자들은 스스로를 아리스톤 학파라고 칭하였고, 여기에 에라토스테네스(Eratosthenes)와 일부 스토아 학파 철학자를 포함시켰다.
아리스톤은 아카데미의 학두인 아르케실라오스(Arkesilaos)와 많은 논쟁을 벌였고, 그의 회의적 견해에 대항하여 스토아 학파의 인식론을 방어했다. 그는 아르케실라오스의 머리가 플라톤(Platon)에 있으나, 꼬리는 피론(Pyrrhon)에 있고, 중간 지점에는 디오도로스(Diodoros)가 있다고 비판하였는데, 이는 아르케실라오스가 스스로를 플라톤주의자라고 칭하지만, 실은 그의 많은 주장이 회의론에 기초하고 있다는 점에서 해당 모순점을 지적한 것이라고 할 수 있다.
에라토스테네스의 소논문인 『아리스톤』에 따르면, 그는 말년에 스토아 학파의 극기주의를 버리고, 쾌락에 빠졌다고 한다.

## 철학
아리스톤은 자신의 동료이자 스승이기도 했던 제논의 학설을 비판하였다. 제논은 당시 논리학, 물리학, 윤리학이라는 세 가지 테마를 철학의 주요 주제라고 보았다. 아리스톤의 제논 비판과 관련된 문헌은 현재 거의 남아 있지 않기에 아리스톤이 구체적으로 어떠한 논리를 구사하여 비판하였는지 면밀히 확인하는 데에는 어려움이 있다.

### 논리학 배제
자연 일체의 덕과 논리학 전반을 연결하는 것에 제논의 학설에 반대하였다. 그는 최고법칙이 문답식 추론과 직접적인 연관을 갖는다는 식의 설명을 거부하였으며, 수사학으로 점철되어 있는 논리학 전반이 최고법칙과 무관하다고 하였다.

### 물리학 배제
아리스톤은 사유 전반 과정이 물리적 공간 개념에 귀속되거나 그것의 형태를 보인다는 제논의 학설에 반대하였다. 그는 사유 전반 과정은 물론이고 최고법칙으로 나아가는 과정이 물리적 공간과 완전히 독립된 것이라고 보았으며, 이러한 과정의 구체적 설명은 우리가 상상할 수 없는, 지금까지 약소하게나마 추론마저 할 수 없는 것이라고 하였다. 이러한 점에서 그는 중기 플라톤주의와 키니코스 학파의 의견과 상당히 같다고 할 수 있다.

### 유일한 방법론으로서 윤리학
아리스톤은 철학적 방법론의 유일한 요소는 오직 윤리학 뿐이라고 주장하였다. 그러나, 키케로(CIcero)의 평가에 따르면, 그의 윤리학 내용 전반은 이론적이라기보단, 이론적 수사학을 극도로 배제하는 교훈집에 가깝다고 평가하였다. 또한, 인간이 윤리적 판단을 하기 위해서는 그것의 논리 구조로 나아가는 일반적 경로를 학습해야 할 필요성이 있음에도 아리스톤은 이것을 부정하였다고 평가하였다.
그러나 몇몇 부분에서 아리스톤은 당시 초기 스토아 학파가 갖고 있던 비합리적 측면을 성공적으로 지적하기도 하였다.
특히 아디아포라에 관한 입장은 제논이 놓쳤던 부분을 다시 생각할 수 있게끔 한다. 그는 당시 제논이 아디아포라라고 설정한 건강, 부, 힘과 같은 것은 본래 최고법칙과 무관한 것이 아니라, 최고법칙의 일부이며, 그것이 선과 악 둘 중 하나의 역할로 무조건적으로 기능하고 있다고 보았다. 즉, 완전한 아디아포라와 같은 것은 존재하지 않는다는 것이다. 물론 당시 제논은 아디아포라에 속하는 것이라도, 선한 의도에 합치할 경우 그것이 선한 것이 될 수 있다고 하였다. 그러나 아리스톤은, 만약 제논이 위와 같은 입장을 갖고 있다면, 아디아포라라는 중립자를 설정하는 것이 모순이라고 지적하였다. 제논이 나열한 것들은 현상에 존재하는 이상, 어떻게든 인간을 포함한 생명체에게 작용하고 있으며, 후속되는 선한 의도 또는 악한 의도와 항상 딸려나가기 때문이다.
아리스톤은 제논이 아디아포라로 나열한 것에 대해 후속 개체의 행동에 따라 선과 악으로 구분되는 개념이 아닌, 그것 자체를 이미 더욱 상위의 법칙에 의해 선과 악이 나눠져 있는 것으로 봐야 한다고 지적했다. 그는 인간을 수동적 정열에 상당히 취약한 개체라고 보았다. 건강, 부, 힘이 선을 담보할 수 없는 인간에게 머무를 경우 인간의 기본적인 특성에 따라, 사회는 악으로 나아갈 수 있다. 물론 이 악은 후속 개체인 인간의 행위를 통했다기보단, 그것의 상위에 있는 최고법칙에 의해 이미 규정된 것이다. 여기서 그는 인간이 아디아포라로 규정된 것을 멀리하는 것 자체가 장기적으로 선의 실현에 합치한다고 판단하였다. 그는 모든 인간이 건강, 부, 힘, 정치적 참여를 배제하여, 부단한 극기에 따라 살아야 한다고 보았다.
아리스톤은 당시 스스로가 제논을 비판하는 것이 스토아 학파에 대적하는 어떠한 특정 학파를 옹호하기 위함이 아닌, 바로 스토아 학파 자체의 번영을 위한 것이라고 확신하고 있었다.
공화주의자 키케로는 『최선과 최악에 관하여』(De Finibus bonorum et malorum)에서 아리스톤의 비판은 지당하나, 그의 관점이 자칫하면, 정치적 행위를 통해 공공의 선을 실현하려는 인간의 숭고한 행위도 막을 수 있는 논리로 작용할 수 있다고 지적하였다. 이에 따라 키케로는, 아리스톤의 제논 비판을 합리적으로 접수하고, 이 전(全)과정이 어떻게 정치적인 행위, 사회적인 행위와 이어질 수 있는지를 고민해봐야 한다고 주장하였다.

## 의의와 영향
아리스톤의 학설은 당시 스토아 철학에서 비주류에 속하였지만, 그의 제논 비판은 스토아 학파 철학이 더욱 철저한 논리를 갖춘 철학으로 발전할 수 있는 토대를 마련하게 하였다. 그의 철학은 훗날 신피타고라스 학파 및 초기 신플라톤주의 학파 형성에 영향을 주었다.